# Teinotarsina
Teinotarsina là một chi bướm đêm thuộc họ Sesiidae.

## Các loài
- Teinotarsina flavicincta (Arita & Gorbunov, 2002)
- Teinotarsina litchivora (Yang & Wang, 1989)
- Teinotarsina longipes (Felder, 1861)
- Teinotarsina longitarsa  Arita & Gorbunov, 2002
- Teinotarsina lushanensis (Xu & Liu, 1999)
- Teinotarsina luteopoda  Kallies & Arita, 2004
- Teinotarsina melanostoma (Diakonoff, [1968])
- Teinotarsina micans (Diakonoff, [1968])
- Teinotarsina nonggangensis (Yang & Wang, 1989)
- Teinotarsina rubripes (Pagenstecher, 1900)